# Xã Wilton, Quận Will, Illinois
Xã Wilton (tiếng Anh: Wilton Township) là một xã thuộc quận Will, tiểu bang Illinois, Hoa Kỳ. Năm 2010, dân số của xã này là 841 người.